# Edward Díaz
Pour les articles homonymes, voir Díaz.
Díaz  Cárdenas est un nom espagnol. Le premier nom de famille, en général paternel, est Díaz ; le second, en général maternel, souvent omis, est Cárdenas.
Edward Fabián Díaz Cárdenas, né à Nobsa (département de Boyacá), le 19 août 1994, est un coureur cycliste colombien.

## Biographie

### Saison 2014
Edward Díaz débute avec sa nouvelle formation lors de l'Étoile de Bessèges. À la grande satisfaction de son directeur sportif, il réussit à terminer chaque étape dans le peloton. Cependant, le dernier jour, le contre-la-montre individuel l'éloigne de la tête du classement (il termine soixante-deuxième).
Fin 2014, il prolonge son contrat avec la formation Colombia.

### Saison 2015
En terminant vingt-cinquième de la course en ligne des championnats de Colombie sur route, il est considéré d'après l'UCI comme champion de Colombie sur route espoirs puisque les deux autres coureurs espoirs le précédent font partie d'équipes appartenant à l'UCI World Tour. Fin 2015, il s'engage avec l'équipe GW Shimano.

### Saison 2017
En novembre, l'Union cycliste internationale notifie à Edward Díaz un résultat analytique anormal au CERA, sur des échantillons prélevés lors du précédent Tour de Colombie. Sa formation EPM publie un communiqué pour regretter le « comportement individuel assumé » du coureur. Il est suspendu 4 ans, jusqu'au 22 juillet 2021.

## Palmarès sur route
- 2013
  - 3e étape du Tour de Colombie espoirs
- 2015
  -  Champion de Colombie sur route espoirs
- 2016
  - 2e du championnat de Colombie sur route espoirs
  - 3e de la Clásica de Anapoima
- 2017
  - 2e étape de la Clásica de Anapoima
  - 1re étape du Tour de Colombie (contre-la-montre par équipes)

## Classements mondiaux
| Année            | 2017 |
| ---------------- | ---- |
| UCI America Tour | 239e |